# Microsoft Dynamics
Microsoft Dynamics es una línea de software ERP y CRM de propiedad y desarrollado por Microsoft, aunque los productos individuales fueron originalmente creados por otras empresas y conocido por varios otros nombres. Dynamics anteriormente conocido por el nombre clave «Project Green», sustituyó a Microsoft Business Solutions, la empresa de software de negocios previa de la familia.

## Componentes de Microsoft Dynamics

### Customer relationship management(CRM)
- Microsoft Dynamics CRM 4.0

Microsoft Dynamics CRM es un software para la administración de la relación con los clientes creado por Microsoft que proporciona gestión de ventas, servicio al cliente y capacidad de mercado. Microsoft Dynamics CRM es vendido como un On-premises software o como un software como servicio llamado Microsoft Dynamics CRM online.

### Planificación de recursos empresariales (ERP)
Microsoft Dynamics ERP es una familia de productos de planificación de recursos empresariales dirigido a las medianas empresas así como a empresas filiales y divisiones de grandes organizaciones. Microsoft Dynamics ERP incluye 4 principales productos:
- Microsoft Dynamics AX (antiguamente Axapta)
- Microsoft Dynamics GP (antiguamente Great Plains Software)
- Microsoft Dynamics NAV (antiguamente Navision)
- Microsoft Dynamics SL (antiguamente Solomon IV)

## Productos relacionados
Microsoft Dynamics incluye una serie de productos relacionados:
- Microsoft Dynamics C5 (antiguamente Concorde C5)
- Microsoft Dynamics Management Reporter. Management Reporter es una aplicación de análisis e información financiera. Su principal función es para crear un estado de ingresos, estado del balance de las declaraciones, estado del informe financiero y otros tipos de informes financieros. Los informes puede ser almacenados en una centralizada Librería de Informes junto con los archivos de soporte. La seguridad de los informes y archivos puede ser controlada usando Windows Authentication y SQL server.
- Microsoft Dynamics RMS (Retail Management System) (antiguamente QuickSell 2000)
- Microsoft Dynamics Point of Sale 2009

### Integración Office
- Dynamics Snap